# 亚历杭德拉·埃斯图迪略
亚历杭德拉·埃斯图迪略·托雷斯（西班牙語：Alejandra Estudillo Torres，2005年5月20日—），墨西哥女子跳水运动员，2024年世界游泳锦标赛混合双人10米跳台铜牌得主、2025年世界游泳锦标赛女子双人10米跳台和混合团体银牌得主。